# JR-Maglev

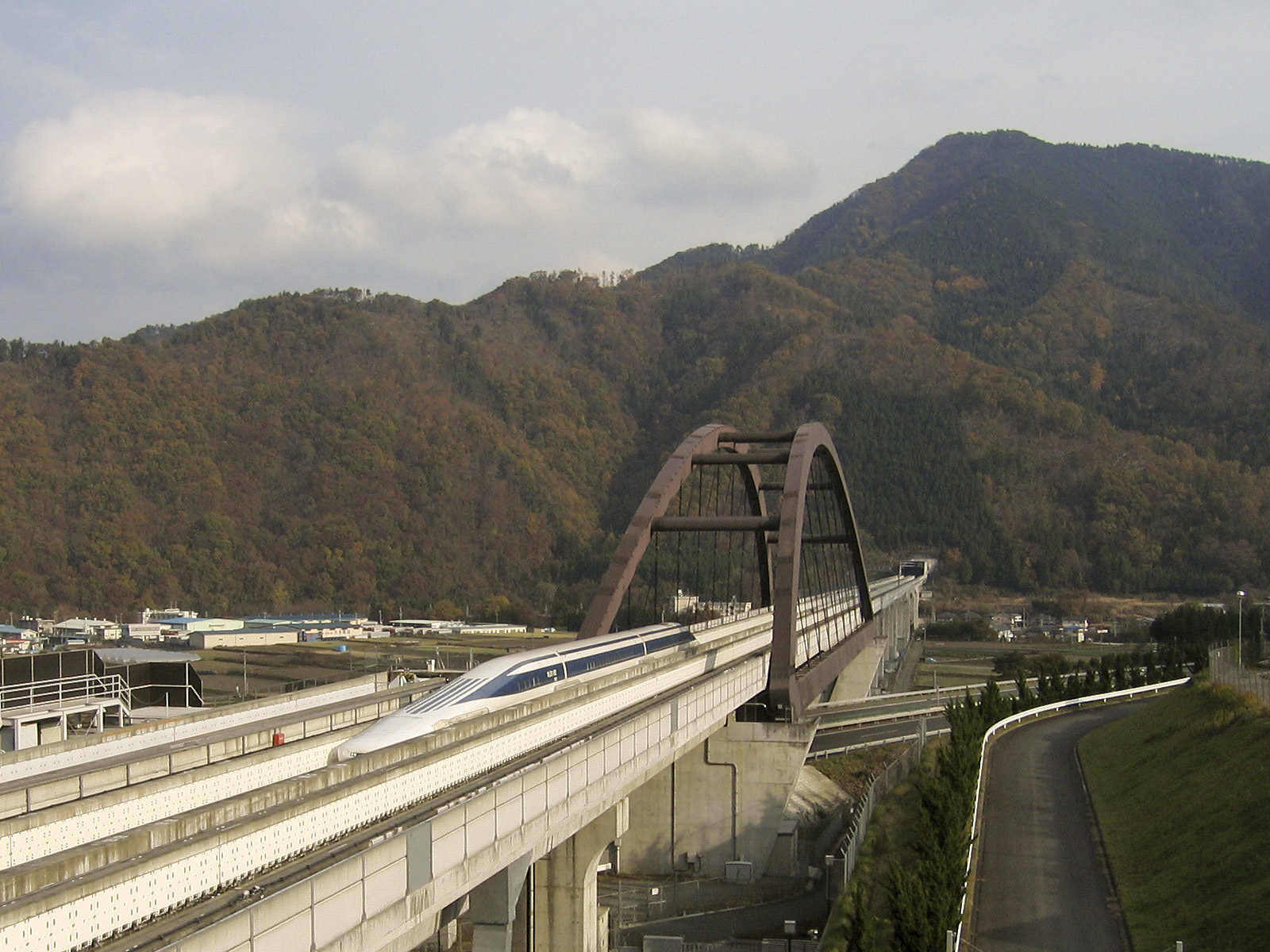
MLX01 maglev vonat a Yamanashi tesztpályán

A JR-Maglev egy kísérleti japán maglev vonat. Maximális sebessége 581 km/h volt.

## Járművek
- 1972 – LSM200
- 1972 – ML100
- 1975 – ML100A
- 1977 – ML500
- 1979 – ML500R (felújított ML500)
- 1980 – MLU001
- 1987 – MLU002
- 1993 – MLU002N

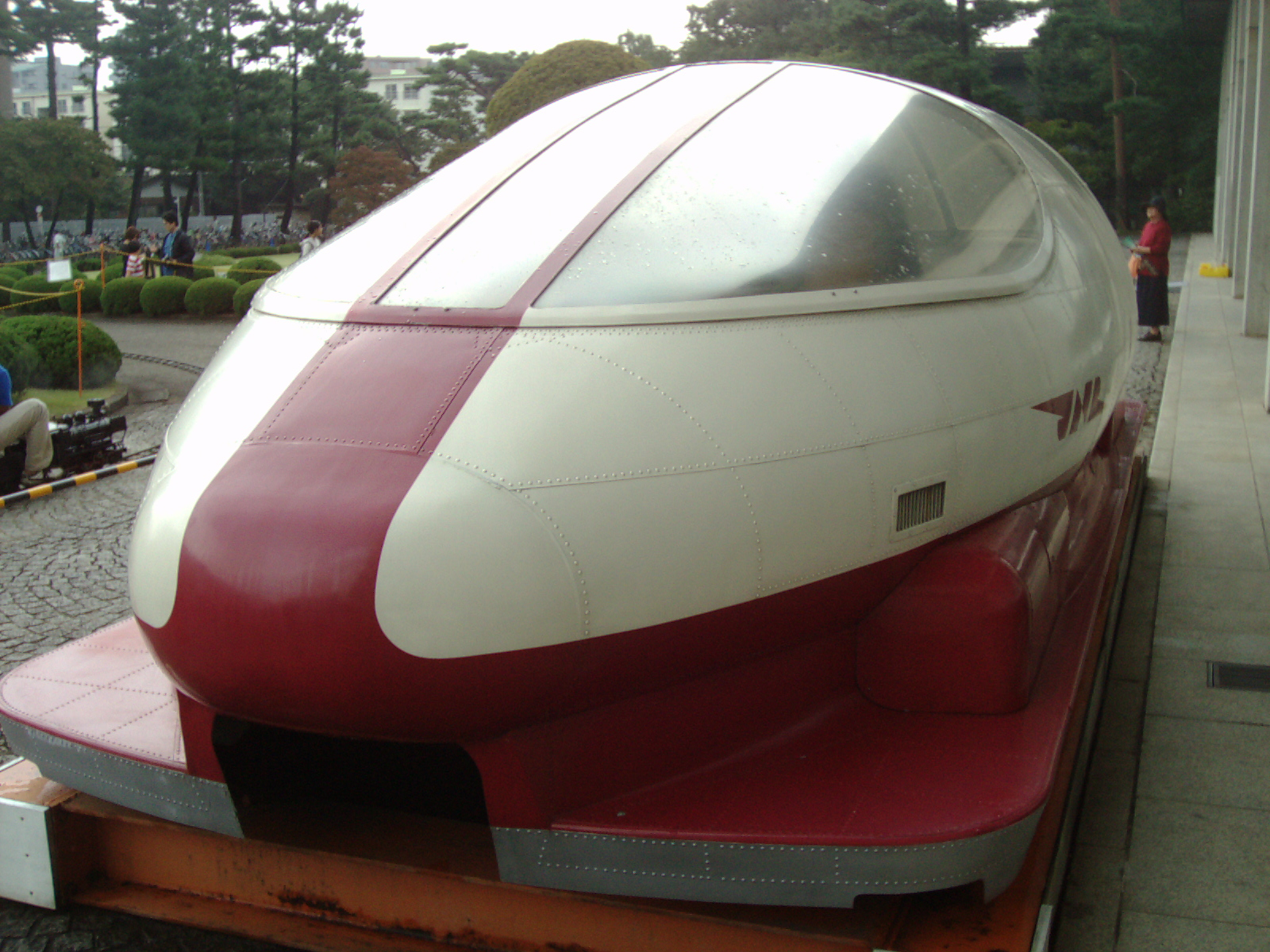
Az ML100 1972-ben Kokubunji, Tokió-ban.

- 1995 – MLX01 (MLX01-1, MLX01-11, MLX01-2)
- 1997 – MLX01 (MLX01-3, MLX01-21, MLX01-12, MLX01-4)
- 2002 – MLX01 (MLX01-901, MLX01-22)
- 2009 – MLX01 (MLX01-901A, MLX01-22A: felújított 901 és 22)

## Sebességrekordok

### Személyzettel
| km/h  | Vonat   | Típus  | Helyszín                          | Dátum              | Megjegyzés                              |
| ----- | ------- | ------ | --------------------------------- | ------------------ | --------------------------------------- |
| 60    | ML100   | Maglev | RTRI of JNR, Japán                | 1972               |                                         |
| 400.8 | MLU001  | Maglev | Miyazaki Maglev Test Track, Japán | 1987 február       | Kétkocsis vonat                         |
| 394.3 | MLU002  | Maglev | Miyazaki Maglev Test Track, Japán | 1989 november      | Single-car.                             |
| 411   | MLU002N | Maglev | Miyazaki Maglev Test Track, Japán | 1995 február       | Single-car.                             |
| 531   | MLX01   | Maglev | Yamanashi Maglev Test Line, Japán | 1997. december 12. | Háromkocsis vonat                       |
| 552   | MLX01   | Maglev | Yamanashi Maglev Test Line, Japán | 1999. április 14.  | Ötkocsis vonat                          |
| 581   | MLX01   | Maglev | Yamanashi Maglev Test Line, Japán | 2003. december 2.  | Háromkocsis vonat, világrekord sebesség |

### Személyzet nélkül
| km/h  | Vonat   | Típus  | Helyszín                          | Dátum              | Megjegyzés           |
| ----- | ------- | ------ | --------------------------------- | ------------------ | -------------------- |
| 504   | ML-500  | Maglev | Miyazaki Maglev Test Track, Japán | 1979. december 12. |                      |
| 517   | ML-500  | Maglev | Miyazaki Maglev Test Track, Japán | 1979. december 21. |                      |
| 352.4 | MLU001  | Maglev | Miyazaki Maglev Test Track, Japán | 1986. január       | Three-car train set. |
| 405.3 | MLU001  | Maglev | Miyazaki Maglev Test Track, Japán | 1987. január       | Two-car train set.   |
| 431   | MLU002N | Maglev | Miyazaki Maglev Test Track, Japán | 1994. február      | Single-car.          |
| 550   | MLX01   | Maglev | Yamanashi Maglev Test Line, Japán | 1997. december 24. | Three-car train set. |
| 548   | MLX01   | Maglev | Yamanashi Maglev Test Line, Japán | 1999. március 18.  | Five-car train set.  |

### Relatív sebesség
| km/h (mph)    | Vonat | Típus  | Hely                              | Dátum              | Megjegyzés |
| ------------- | ----- | ------ | --------------------------------- | ------------------ | ---------- |
| 966 (600.25)  | MLX01 | Maglev | Yamanashi Maglev Test Line, Japán | 1998. december     |            |
| 1003 (623.24) | MLX01 | Maglev | Yamanashi Maglev Test Line, Japán | 1999. november     |            |
| 1026 (637.52) | MLX01 | Maglev | Yamanashi Maglev Test Line, Japán | 2004. november 16. |            |

## Lásd még
- Aérotrain